# 위버 주립 대학교
위버 주립 대학교(영어: Weber State University, /ˈwiːbər/)는 미국 유타주 위버군 오그던에 있는 공립 대학이다.

## 역사
위버 주립 대학교의 시초는 1889년에 예수 그리스도 후기성도 교회에서 세운 위버 교구 학원(Weber Stake Academy)으로 1월 7일에 문을 열고 98명의 학생들을 받았다.
위버 교구 학원은 1902년에 위버 학원(Weber Academy)으로 이름을 바꾸었고, 1918년에 위버 사범대학(Weber Normal College)으로 이름을 바꾸었으며, 1922년에 다시 위버 칼리지(Weber College)로 바꾸었다. 1920년대 후반 들어 위버 칼리지는 재정상의 어려움을 겪었고, 1931년에 유타주 의회는 예수 그리스도 후기성도 교회로부터 위버 칼리지와 스노 칼리지를 인수하는 법안을 통과시켰다.
1933년에 위버 칼리지는 주립 단기대학이 됐다. 1954년에 교정을 오그던 도심지에서 남동쪽으로 옮겼다. 1962년에 위버 주립 칼리지(Weber State College)가 됐고, 1964년에 4년제로 바뀌었다. 1984년에 처음으로 대학원을 열고 회계학 과정을 설치했으며 1991년 1월 1일에 대학으로 승격됐다.